# Église Saint-Denis de Dadonville
L’église Saint-Denis est une église française située à Dadonville dans le département du Loiret en région Centre-Val de Loire.

## Géographie
L'édifice est située dans le département français du Loiret sur le territoire de la commune de Dadonville.
Cette église du groupement paroissial de Pithiviers est rattachée au doyenné de la Beauce-Pithiviers, à la zone pastorale de la Beauce, au diocèse d'Orléans et à la province ecclésiastique de Tours.

## Histoire
L'église est construite au XIVe siècle.
La tour du clocher est reconstruite en 1664.

## Galerie d'images

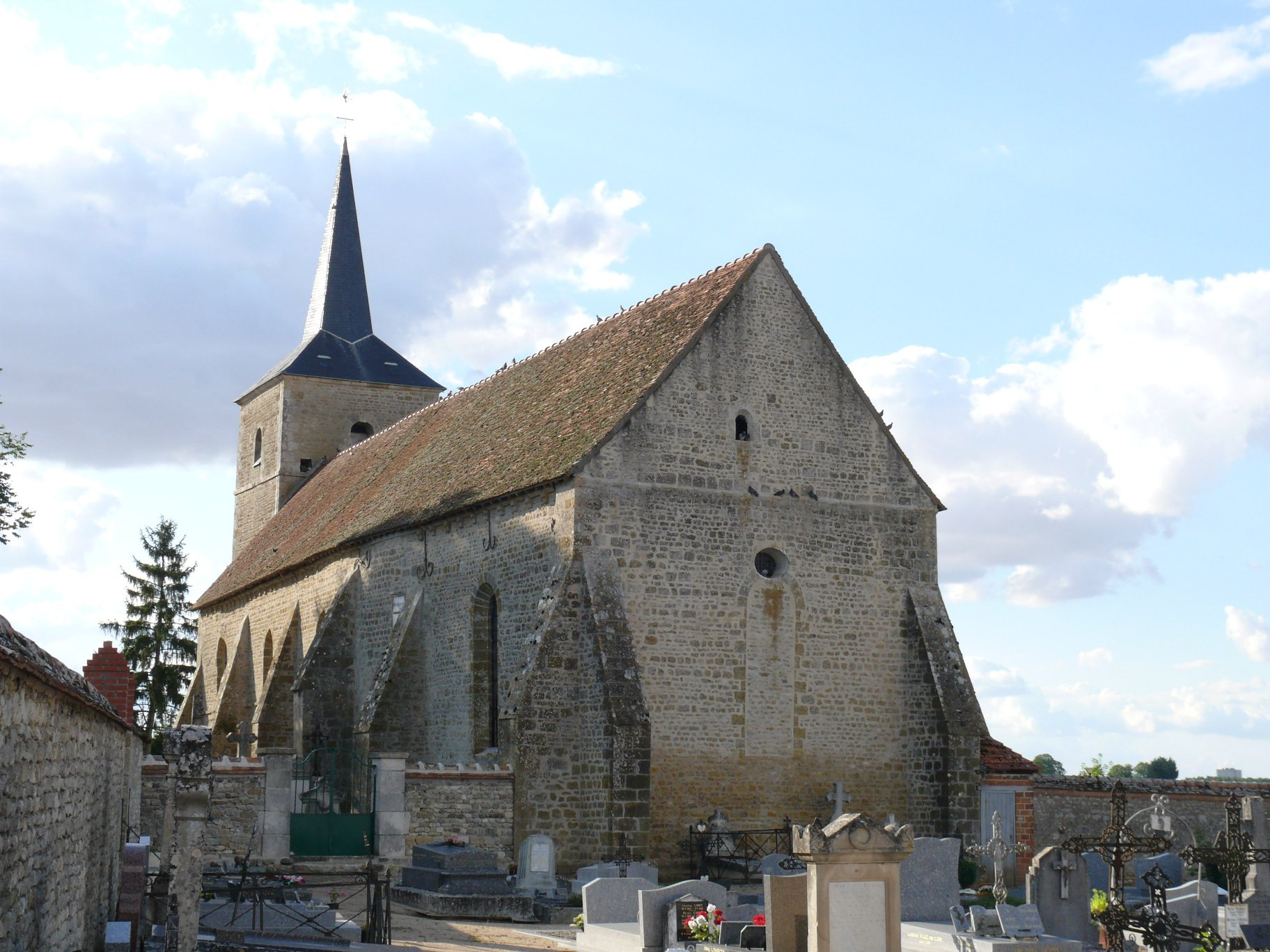
Vue depuis le cimetière
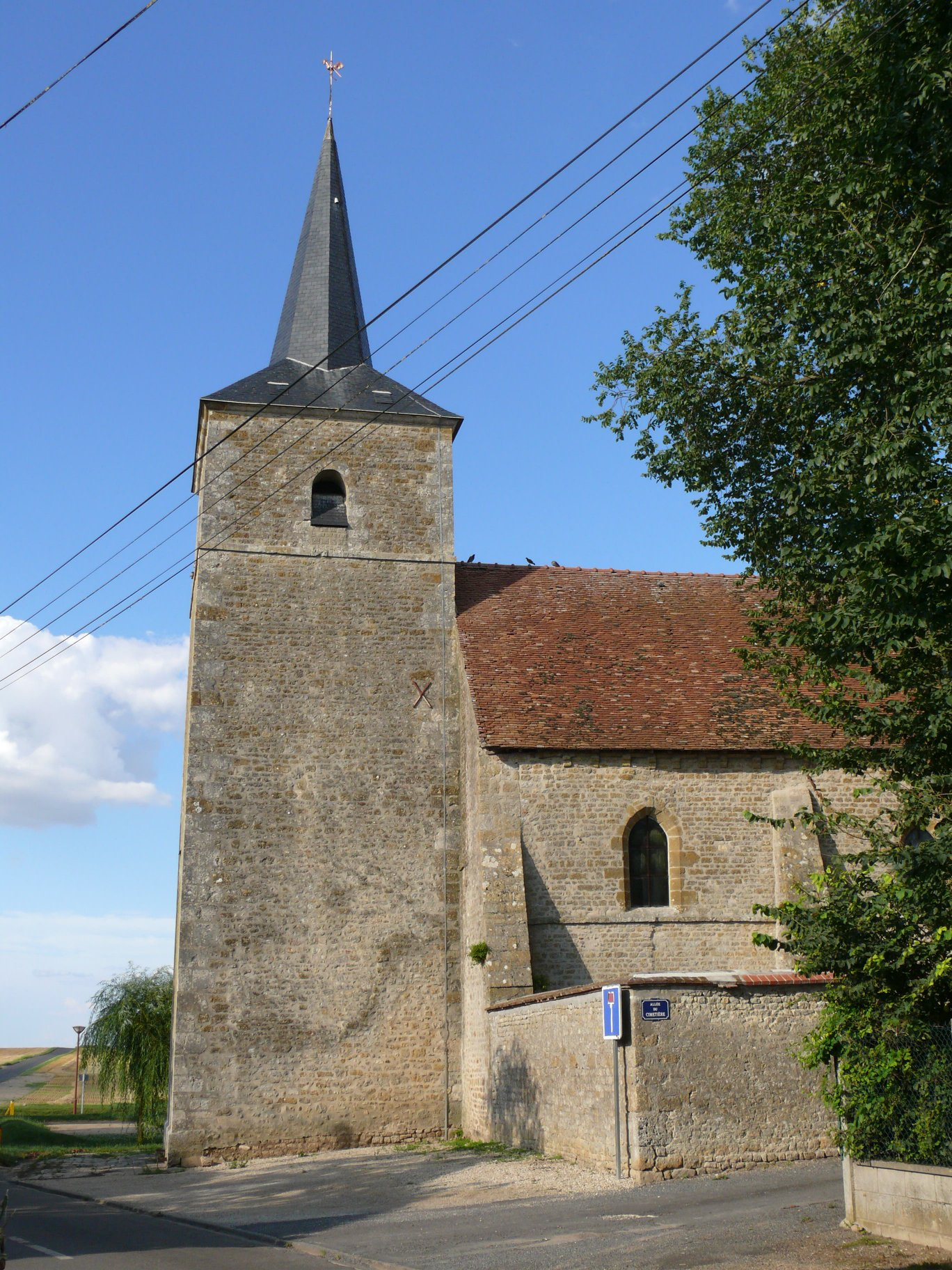
Autre vue
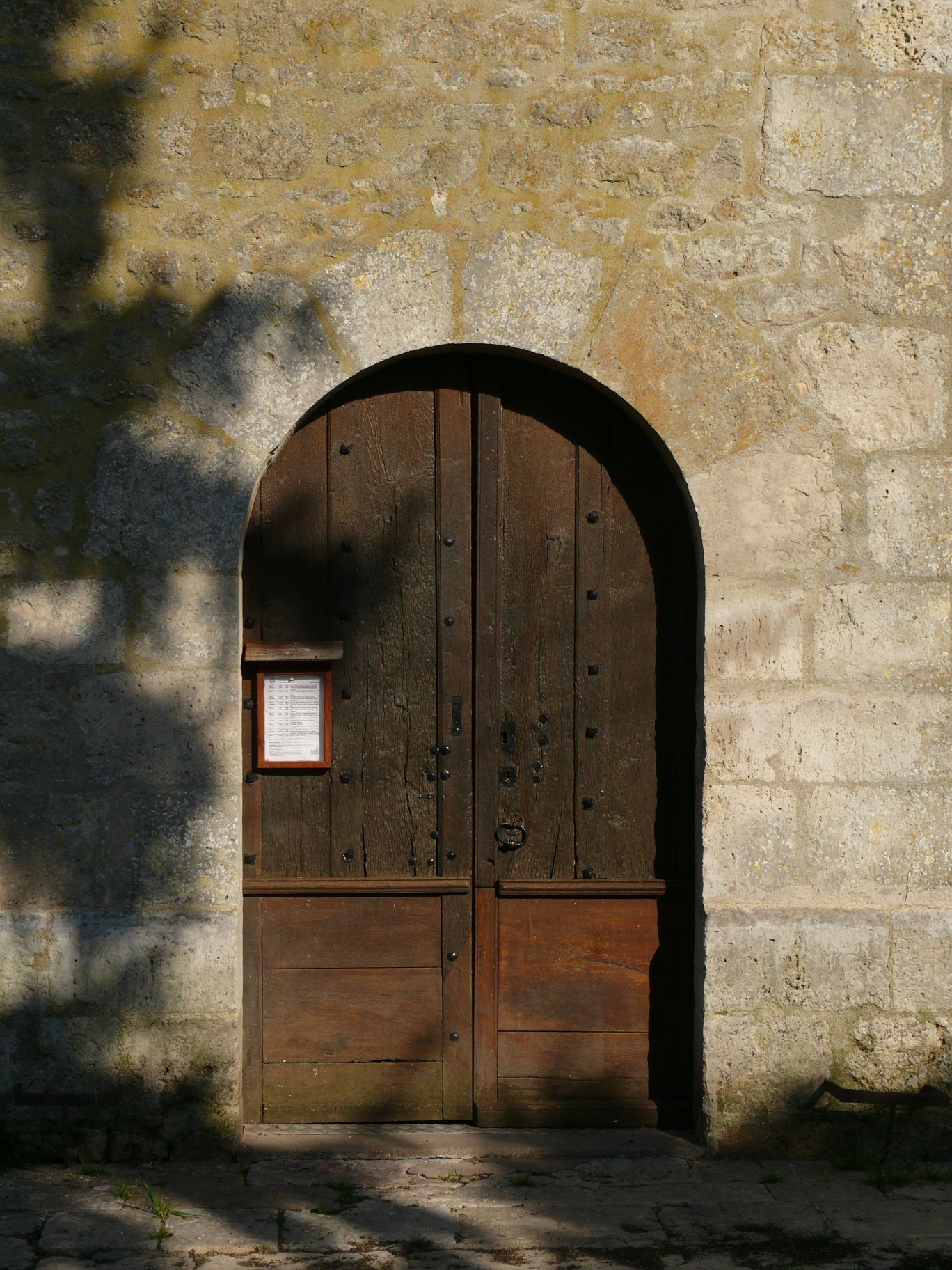
La porte
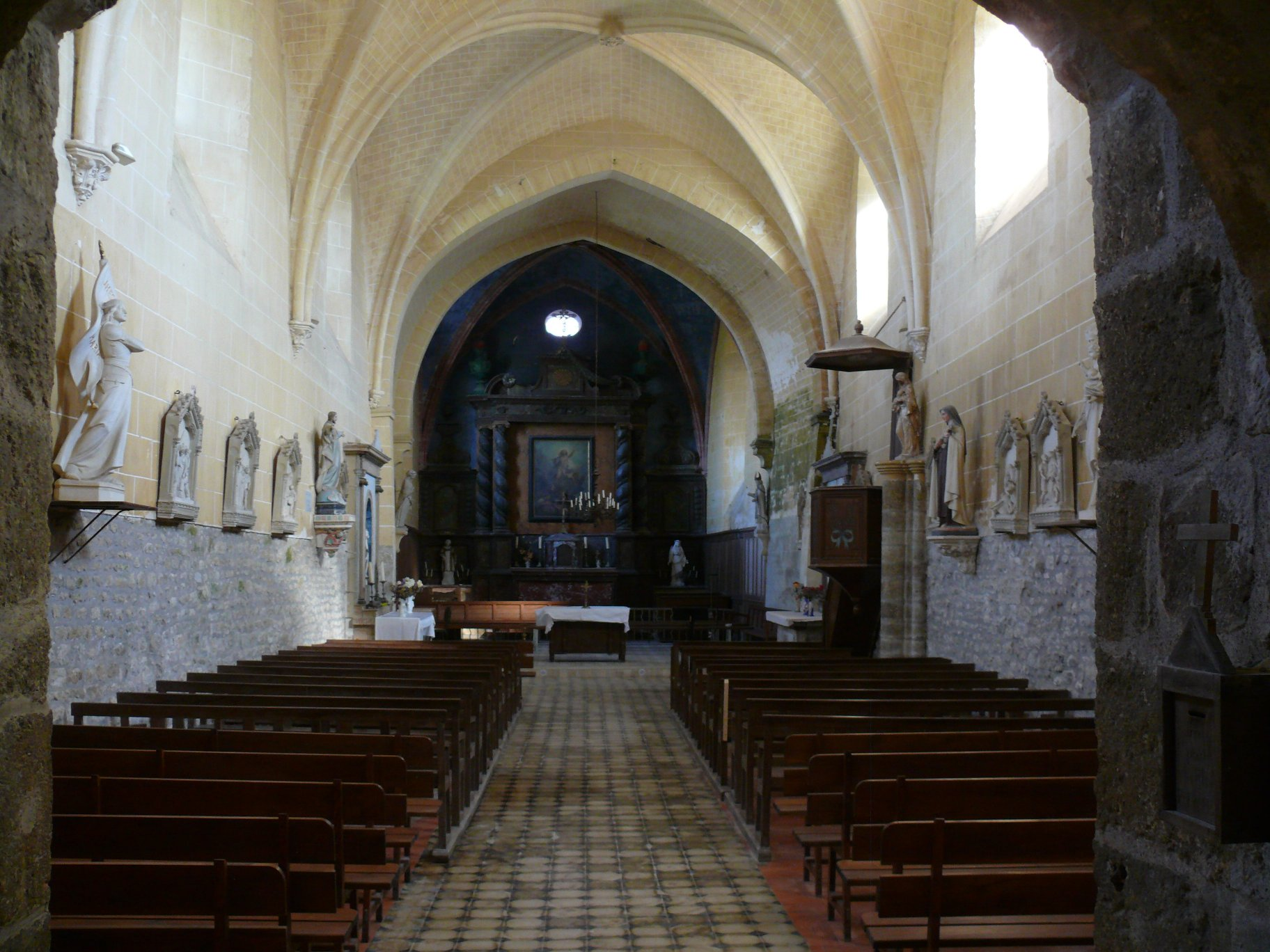
La nef
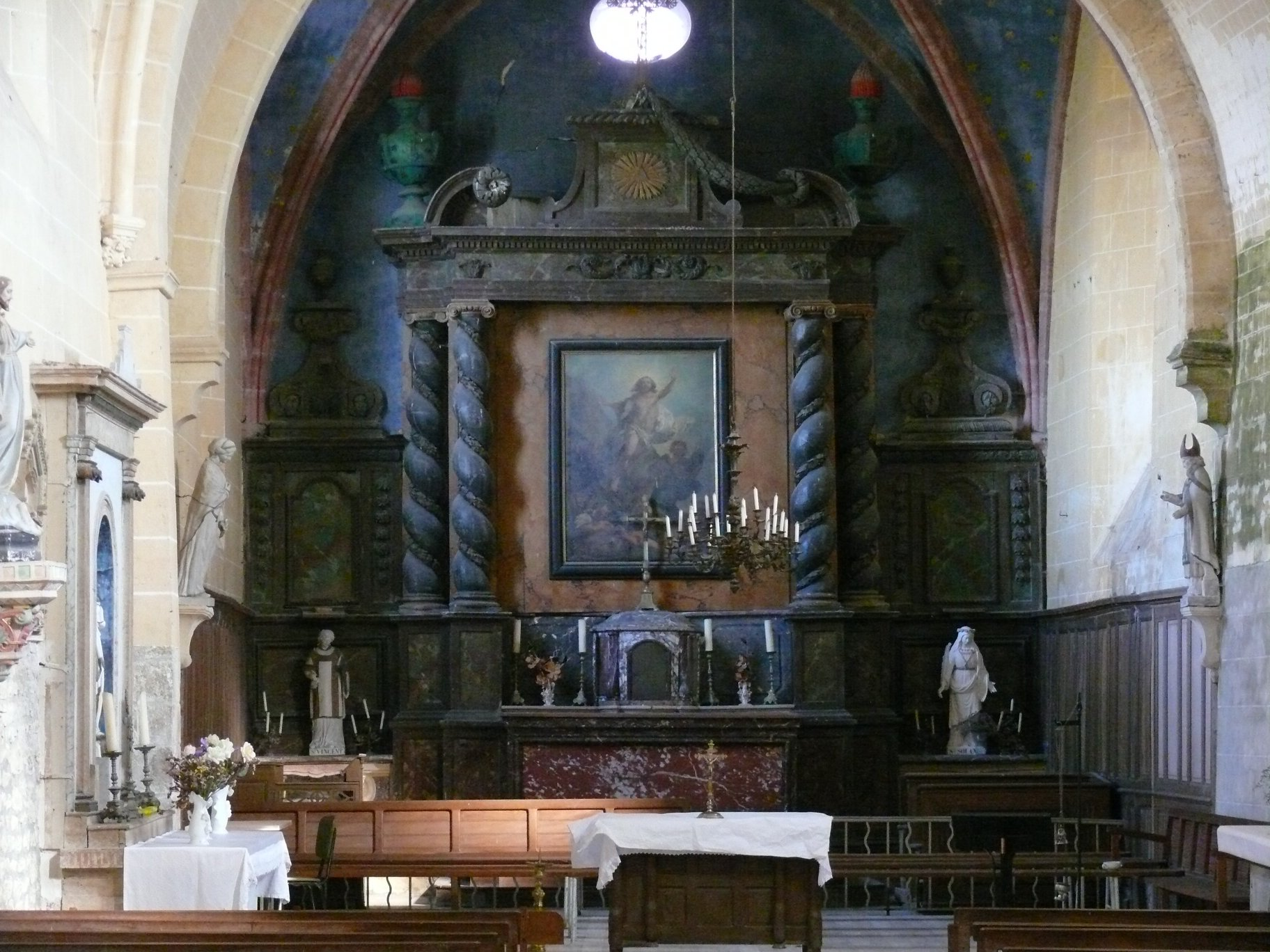
Le chœur